# Ålandsservitutet
Ålandsservitutet från 1856 garanterar Ålands demilitarisering och utgör grunden för Ålands politiska status efter Krimkriget. Avtalet undertecknades efter Rysslands nederlag i kriget och fastslog att Åland inte får befästas. Servitutet har haft stor betydelse för Ålands utveckling och för den omfattande autonomin inom Finland, inklusive skyddet av svenska språkets ställning som enda officiella språk på Åland.

## Historisk bakgrund
Efter Kejsardömet Rysslands nederlag i Krimkriget såg Sverige ett befäst Åland som ett hot. Kung Oskar I försökte få Storbritannien och Frankrike att rikta insatser mot Sankt Petersburg i hopp om att återfå Finland i ett framtida fredsavtal. Resultatet blev dock endast en mindre brittisk-fransk insats i Östersjön, utan anfall mot den ryska huvudstaden.
Vid Parisfreden 1856 fastställdes Ålands demilitarisering. Den nyligen uppförda Bomarsunds fästning sprängdes därför. Ryssland försökte senare, utan framgång, ändra servitutets bestämmelser diplomatiskt, bland annat vid Nord- och Östersjötraktaten 1908.

## Åland under första världskriget
Efter Första världskrigets utbrott fick Ryssland tillstånd av Parisfredens signatärmakter Frankrike och Storbritannien att befästa Åland. Vid Freden i Brest-Litovsk den 3 mars 1918 kom Tyskland och Finland överens om att befästningarna på Åland skulle demoleras. Detta genomfördes efter kriget under svensk övervakning.

## Betydelse för åländsk autonomi
Ålandsservitutet utgör grunden för den nuvarande omfattande åländska autonomin. Lösningen på Ålandsfrågan 1921 byggde på Ålands särställning inom Finland sedan 1856, vilket även omfattade politiskt självstyre och skyddet av svenska språkets ställning som enda officiella språk.

## Andra världskriget
Under Andra världskriget befästes Åland återigen, i strid med servitutet.